# آیوسدال
آیوسدال (به انگلیسی: Ivesdale) یک منطقهٔ مسکونی در ایالات متحده آمریکا است که در ایلینوی واقع شده‌است. آیوسدال ۲٫۱۴ کیلومتر مربع مساحت و ۲۶۷ نفر جمعیت دارد و ۲۰۷٫۸۸ متر بالاتر از سطح دریا واقع شده‌است.